# Service Junior & Cie
Pour les articles homonymes, voir JVS.
Le service Junior & Cie est proposé par la Société nationale des chemins de fer français (SNCF), sur ses trains circulant en France sur le réseau ferré national, afin d'accompagner les enfants âgés de 4 à 14 ans, voyageant seuls sur la totalité de leur trajet. Anciennement intitulé Jeunes voyageurs services (JVS), ce service est assuré avec le concours d'une société privée "City Junior" (société du groupe City One).

## Histoire
En 1979, la Société nationale des chemins de fer français (SNCF) propose un nouveau service dénommé « Jeunes voyageurs services » (JVS), après l'avoir expérimenté à titre d'essais depuis 1976.
En 2008, ce service est complété par « JVS sur mesure » permettant une utilisation toute l'année y compris sur des trajets avec correspondances. Cette nouvelle offre est alors considérée comme très onéreuses car, en plus du prix du billet, elle revient par exemple à 180 euros pour un aller simple Paris-Nantes ou 112 euros pour un Paris-Lille ; en outre, il faut que l'enfant soit capable de porter son bagage.
En 2013, ce service prend le nom de « Junior & Cie » avec une offre renouvelée.

## Caractéristiques

### Présentation
Proposé par la Société nationale des chemins de fer français (SNCF) le service « Junior & Cie » est réservé aux enfants mineurs, de 4 à 14 ans, effectuant seuls un voyage.
L'accompagnement des enfants est effectué par des animateurs et animatrices titulaires du Brevet d'aptitude aux fonctions d'animateur, ou équivalent, justifiant d'expériences professionnelles dans l'encadrement d'enfants et d'adolescents. Ce service permet aux enfants de voyager seuls sous la responsabilité d'animateurs et d'animatrices, proposant tout au long du trajet des jeux et des activités manuelles et créatives,. 
Le service est proposé uniquement sur des trajets directs, sans changement ni correspondance. Il concerne également les gares intermédiaires des grandes lignes ferroviaires où l'accueil des enfants pourra se faire par un agent SNCF. Pendant les vacances scolaires, plus de 120 gares proposent ce service et uniquement 19 pendant les weekends en dehors des vacances scolaires. Les trains iDTGV et OUIGO sont exclus de ce service.
Selon le nombre d'enfants présents sur un trajet, des compartiments ou une voiture entière sont alors affectés uniquement pour le service. Le quota d'encadrement est d'un animateur pour onze enfants.

### Coût et tarif
Le prix du service est ajouté au prix des billets SNCF, qu'il s'agisse d'un tarif normal ou réduit. Toutefois, le prix du service est adapté en fonction du nombre d'enfants et dépend également du temps du trajet effectué. Plus le temps de trajet est long, plus le coût du service est élevé.

### Étapes et déroulement
L'accueil des parents et des enfants s'effectue une heure avant le départ du train par l'équipe d'animateurs, au point accueil de la gare de départ. L'enregistrement de l'enfant valide la présence de sa fiche de renseignements dûment complétée et signée par le parent ou son responsable légal. Cette fiche de renseignements contient les coordonnées de la personne à qui sera remis l'enfant à la gare d'arrivée. L'équipe d'animateurs remet à l'enfant une casquette et une pochette qui seront portées par l'enfant lors du déplacement jusqu'au train. La pochette contient la fiche de renseignements, les billets de train et le forfait junior, compostés, ainsi que les cartes de réduction utilisées lors de la réservation lorsqu'il s'agit d'un tarif réduit. 
Durant l'accueil des parents et des enfants, l'équipe d'animateurs s'assure également que le parent a prévu une collation pour l'enfant, et que les bagages de l'enfant sont étiquetés. Le bagage de l'enfant ne peut excéder 10 kg ; l'enfant doit être en mesure de le porter seul. Le parent ou le responsable légal de l'enfant est tenu de rester présent jusqu'au départ du train. 
À la gare d'arrivée, la personne chargée de récupérer l'enfant doit présenter sa pièce d'identité à l'animateur s'il s'agit d'une gare d'arrivée, ou à l'agent SNCF s'il s'agit d'une gare intermédiaire. Lors de la remise de l'enfant : la photo est contrôlée et le numéro de la pièce d'identité est relevé.